# Varvasena
Varvasena/Varvasaina  este un oraș în Grecia în prefectura Elida.